# دکلن فارمر
دکلن فارمر (انگلیسی: Declan Farmer؛ زادهٔ ۵ نوامبر ۱۹۹۷) ورزشکار هاکی روی یخ اهل ایالات متحده آمریکا است. وی از سال ۲۰۰۷ میلادی تاکنون مشغول فعالیت بوده است.

## جوایز
وی در مسابقات کشوری و بین‌المللی در مجموع برندهٔ ۷ مدال طلا، ۳ مدال نقره شده است.